# Aracy de Carvalho
Aracy Moebius de Carvalho Guimarães Rosa (Rio Negro, Paraná, 5 de diciembre de 1908 – São Paulo, 3 de marzo de 2011) fue una políglota brasileña que prestó servicios oficiales en la cancillería de Itamaraty.
Aracy también es conocida por su heroísmo, y así fue honrada estando su nombre escrito en el Jardín de los Justos entre las Naciones, en el Museo del Holocausto (Yad Vashem), en Israel, por haberse arriesgado a ayudar a muchos judíos a entrar ilegalmente al Brasil durante el gobierno de Getúlio Vargas.
Dicho homenaje fue desarrollado el 8 de julio de 1982, ocasión en la que también fue honrado el embajador Luiz Martins de Souza Dantas. Ella también fue una de las personas consagradas en el Museo Memorial del Holocausto de Estados Unidos, en Washington D. C..

## Biografía
Paranaense, nació en Río Negro (Estado de Paraná), y aún niña fue a vivir con sus padres en São Paulo. En 1930, Aracy se casó con el ciudadano alemán Johann Eduard Ludwig Tess, con quien tuvo un hijo Eduardo Carvalho Tess, mas cinco años después se separó, yendo a vivir con una hermananastra (de su madre) a Alemania. Por hablar, fluidamente, cuatro idiomas (portugués, inglés, francés, y alemán), consiguió una nominación en el Consulado brasileño, en Hamburgo, donde pasó a ser Jefa de la Sección de Pasaportes y Visas. Además, la funcionaria estaba en relación muy estrecha con los activistas clandestinos en Alemania. Ya solo eso era una acción peligrosísima.
En el año de 1938, entró en vigor, en el Brasil, la Circular Secreta 1.127, que hacía restrictiva la entrada de judíos al país. Ella comenzó a ayudar a los judíos al día siguiente del comienzo de la noche de los Cristales Rotos (Kristallnacht, en la noche del 8 al 9 de noviembre de 1938), y exactamente el 9 ella comenzó a entregar visas a judíos sin la "J" roja que los identificaba como tal, desde que el dictador brasileño Getulio Vargas denegaba sus visas, no oficialmente a los judíos. Aracy ignoraba absolutamente la circular secreta, y continuó preparando visas para judíos, permitiendo así su entrada al Brasil. Como se realizaban los despachos siempre con la signatura del cónsul general, ella lo engañaba colocando la papelería a firmar, en infracción, entre otros folios. Así para obtener la aprobación de los visados, Aracy simplemente dejaba de ponerles la letra J, que identificaba que eran judíos.
Para esa época, João Guimarães Rosa era cónsul adjunto (aún no estaban casados). Y sabía perfectamente lo que estaba haciendo esa funcionaria, y apoyaba su actitud, lo que a su vez hizo intensificar y acelerar los engaños de Aracy, liberando de esa manera a muchos judíos de la cárcel y del seguro aniquilamiento.
Aracy permaneció en Alemania hasta 1942, cuando el gobierno brasileño rompió relaciones diplomáticas con aquel país, y pasó a apoyar a los Aliados. Su retorno al Brasil, sin embargo, no fue tranquilo. Ella y Guimarães Rosa estuvieron cuatro meses bajo custodia del gobierno alemán, como en arresto domiciliario, hasta ser canjeados por diplomáticos alemanes. Aracy y Guimarães Rosa se casaron, entonces, en México, por no haber aún, en el Brasil, el divorcio vincular. El libro de Guimarães Rosa "Grande Sertão: Veredas", de 1956, le fue dedicado a Aracy: "A Aracy, minha mulher, Ara, pertence este livro".
Su biografía incluye también su extraordinaria ayuda a compositores e intelectuales durante el régimen militar en el Brasil implantado en 1964, y entre ellos Geraldo Vandré, de cuya tía, Aracy era amiga. Ocurrió en 1968, cuando el régimen implantó el Decreto AI-5, teniéndolo escondido al compositor Vandré, perseguido por la dictadura militar por la canción "No quiere decir que no hablé de las flores" o "Caminar", como llegó a ser conocido, que se convirtió en un himno de protesta contra la dictadura. Su casa estaba en un edificio contiguo al Fuerte de Copacabana, donde vivían varios oficiales. Más tarde, su nieto, Eduardo Tess Hijo, llevó a Vandré a São Paulo en una Kombi. Y de allí al exilio.
Aracy enviudó en el año de 1967, y no volvió a casarse nuevamente. Sufría de Mal de Alzheimer, y falleció el 3 de marzo de 2011, en São Paulo, de causas naturales, a los 102 años. Fue enterrada junto a su esposo en el Cementerio de San Juan Bautista en Río de Janeiro.